# Котовка (Липецкая область)
Ко́товка  — деревня Остро-Каменского сельсовета Лев-Толстовского района Липецкой области.

## Население
| 2000 | 2010 |
| ---- | ---- |
| 137  | ↘132 |